# Las torres de Bois-Maury
Las torres de Bois Maury (en el francés original, Les Tours de Bois-Maury) es una serie de historietas franco-belga creada por Hermann a partir de 1984.

## Argumento
Ambientada en la Alta Edad Media, la serie narra los esfuerzos del noble errante Sir Aymar de Bois-Maury para reclamar su hogar ancestral, Bois-Maury. Menos centrada en la acción que otras series de Hermann como Jeremiah, Les Tours de Bois-Maury se mueve en un terreno más reflexivo. A partir del número 11, en lugar del caballero Aymar, los protagonistas de las aventuras son descendientes suyos.

## Trayectoria editorial
| Título                      | Publicación original | 1ª publicación en álbum        | 1ª publicación en España |
| --------------------------- | -------------------- | ------------------------------ | ------------------------ |
| Babette                     |                      | T1, Glénat, 1984               | Norma Editorial, 1991    |
| Eloïse de Montgrí           |                      | T2, Glénat, 1985               | Norma Editorial, 1991    |
| Germain (Germán)            |                      | T3, Glénat, 1986               | Norma Editorial, 1992    |
| Reinhardt                   |                      | T4, Glénat, 1987               | Norma Editorial, 1993    |
| Alda                        |                      | T5, Glénat, 1988               | Norma Editorial, 1994    |
| Sigurd                      |                      | T6, Glénat, 1990               | Norma Editorial, 1994    |
| William                     |                      | T7, Glénat, 1990               | Norma Editorial, 1997    |
| Le seldjouki (El selyúcida) |                      | T8, Glénat, 1992               | Norma Editorial, 1999    |
| Khaled                      |                      | T9, Glénat, 1993               | Norma Editorial, 1999    |
| Olivier                     |                      | T10, Glénat, 1994              | Norma Editorial, 1999    |
| Assunta                     |                      | T11, Glénat, 1998              | Norma Editorial, 2000    |
| Rodrigo                     |                      | T12, Glénat, 2001              | Norma Editorial, 2002    |
| Dulle Griet                 |                      | T13, Glénat, 2006              | Norma Editorial, 2006    |
| Vassya                      |                      | T14, Glenat, 2009              | Norma Editorial, 2009    |
| El ojo del cielo            |                      | T15, Glenat, 2012              | Norma Editorial, 2012    |
| El hombre del hacha         |                      | T9bis,Strip Art Features, 2021 | Planeta Cómic, 2021      |